# Великопольський національний парк
Великопольський (пол. Wielkopolski Park Narodowy) — національний парк в центральній частині  Польщі. Розташований у  Великопольському воєводстві, приблизно в 15 км на південь від Познані, поблизу містечка Пущиково.

## Історія
Парк було створено в 1957 році з площею 52,44 км². Сучасна площа становить 75,84 км², з яких 46,17 км² покривають ліси; 4,62 км² займають внутрішні води (головним чином озера) і 25,05 км² займають інші види земель. Вперше ідея встановлення тут парку була висунута польським біологом, професором Адамом Водзічком, ще в 1922 році. У 1932 році, після 10 років спроб, було створено 2 заповідники: Пущикове (2,39 км²) і Коціолек (1,89 км²). Символічне відкриття парку відбулося вже в 1933 році, проте офіційно він став існувати тільки починаючи з 1957 року.

## Географія
Територія парку є пласкою рівниною з вищою точкою 132 м над рівнем моря (пагорб Осова-Гура). Пейзаж сформований древнім льодовиком, що стагнув близько 10 тисяч років тому. Є декілька озер льодовикового походження, найкрасивіше з яких — озеро Гурецьке, на якому є 2 острови. Цікавими формуваннями на території парку є також численні округлі пагорби (в т. ч. Шведські гори), а також довгі вузькі пагорби, що нагадують залізничні насипи.

## Флора і фауна
Близько 70% лісів представлені сосною. Фауна включає близько 190 видів птахів, 40 видів ссавців, 5 видів рептилій і всі види амфібій, що мешкають на рівнинах Польщі.

## Туризм
В Національному парку існує густа мережа пішоходних маршрутів:
- шлях червоний — Szlak turystyczny Osowa Góra — Sulęcinek (Osowa Góra — leśniczówka Górka — Jezioro Góreckie — OOŚ Grabina — Jeziory — Głaz Leśników — Puszczykówko PKP, довжина 14,2 км)
- шлях голубий — Szlak turystyczny Iłowiec — Otusz (Mosina PKP — Pożegowo — Osowa Góra — jezioro Kociołek — Górka — jezioro Dymaczewskie — Łódź — jezioro Witobelskie — Witobel — Stęszew PKP, довжина 13,2 км)
- шлях жовтий — Szlak im. Bernarda Chrzanowskiego (stacja Puszczykowo — Jarosławiec — Głaz Leśników — OOŚ Pojniki — stacja Puszczykówko, довжина 11,8 км)
- шлях зелений — Szlak turystyczny Stęszew — Szreniawa (Stęszew PKP — jezioro Lipno — OOŚ Bagno Dębienko — Wypalanki — mogiły — Jezioro Chomęcickie — stacja Trzebaw Rosnówko — jezioro Jarosławieckie — Jarosławiec — wzniesienie 125 — Szreniawa PKP, довжина 18,7 км)
- шлях чорний — Szlak turystyczny Trzebaw Rosnówko — Dymaczewo Stare (Trzebaw Rosnówko PKP — Trzebaw — Łódź — Dymaczewo Stare PKS, довжина 10,6 км)

## Галерея

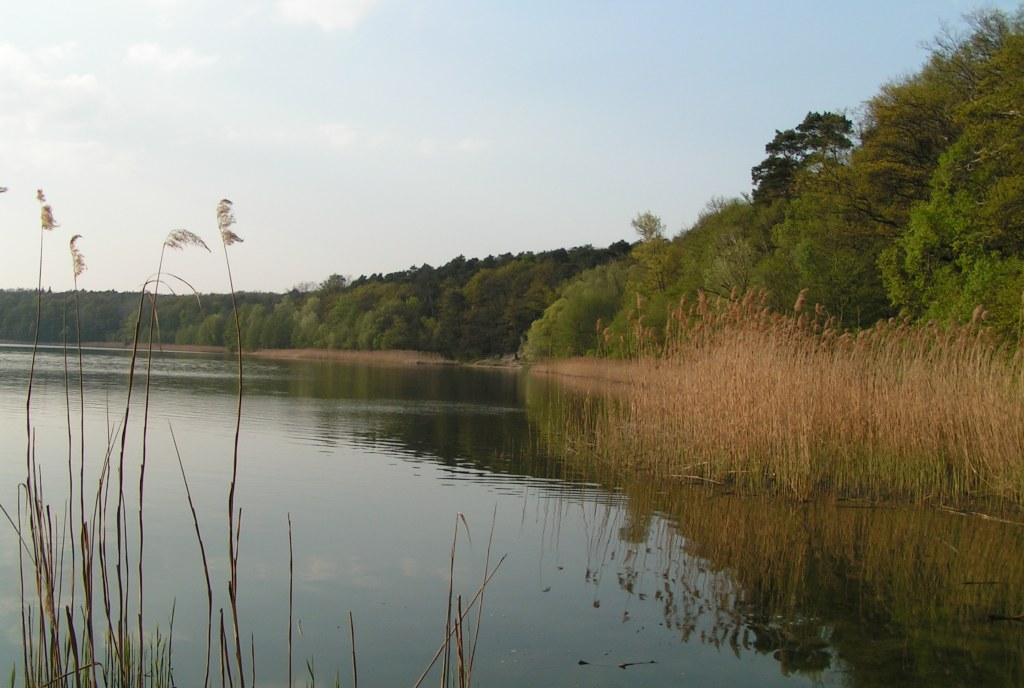
Озеро Гурецьке
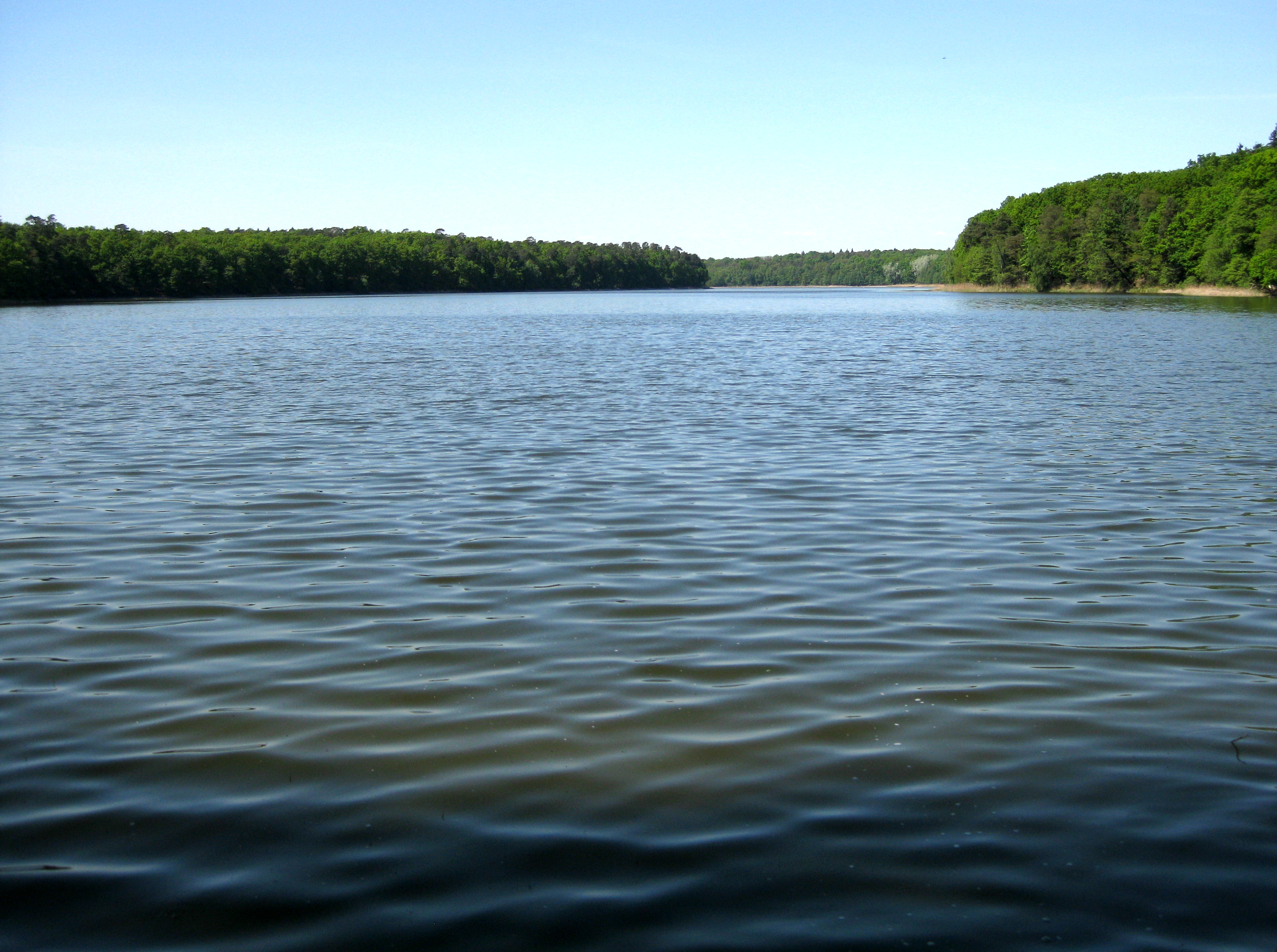
Озеро Гурецьке
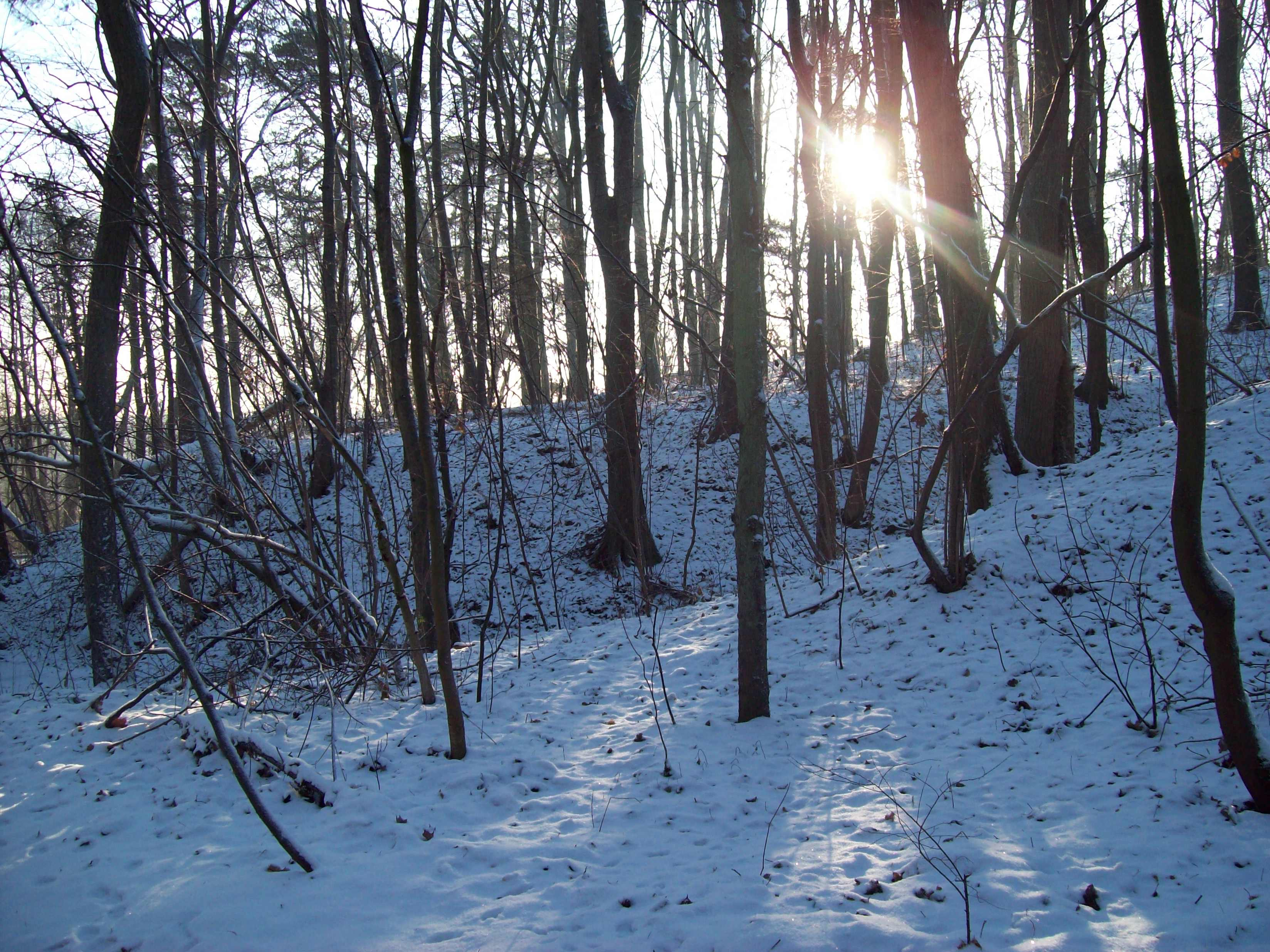
Великопольський парк взимку
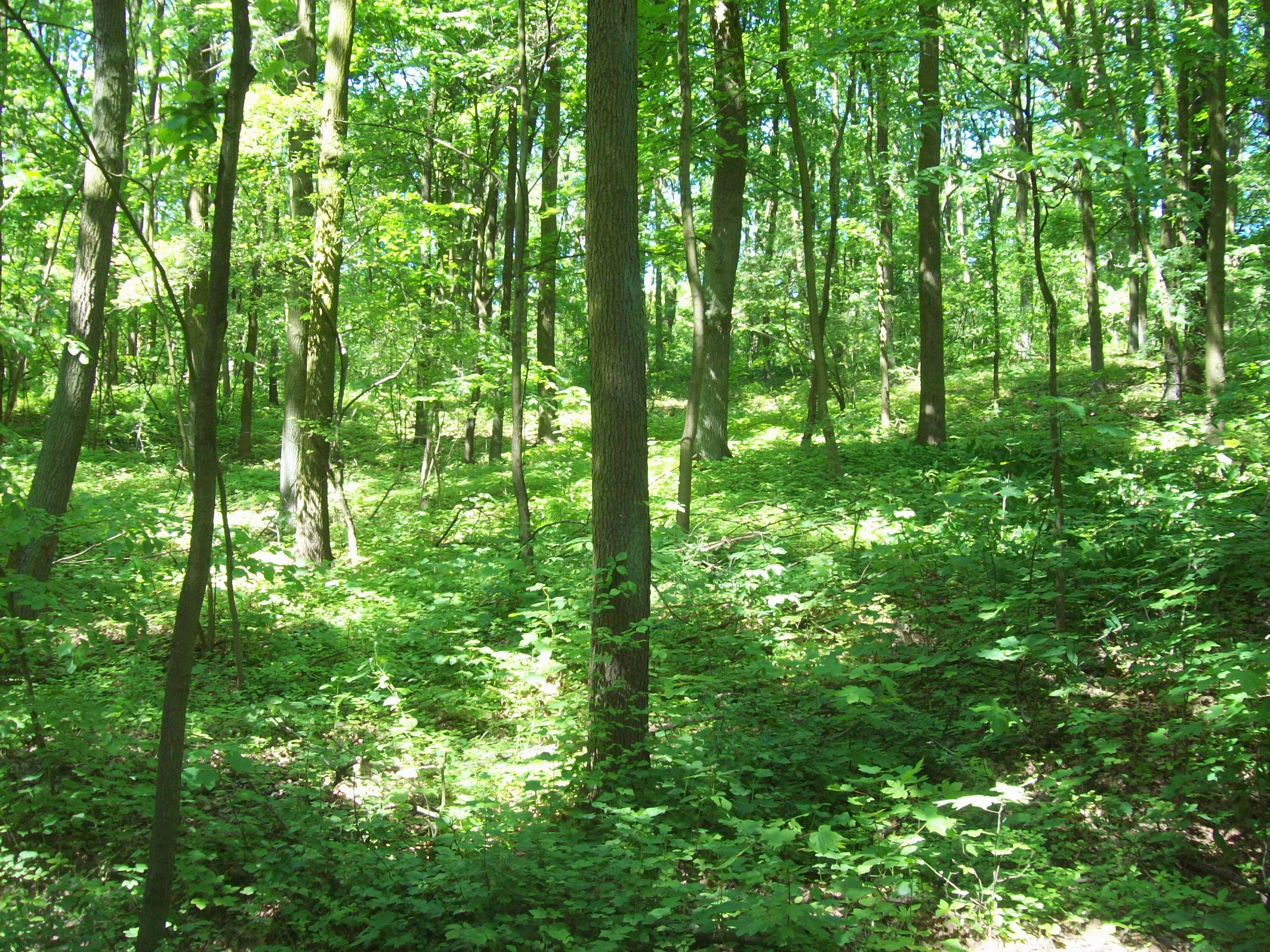
Великопольський парк влітку
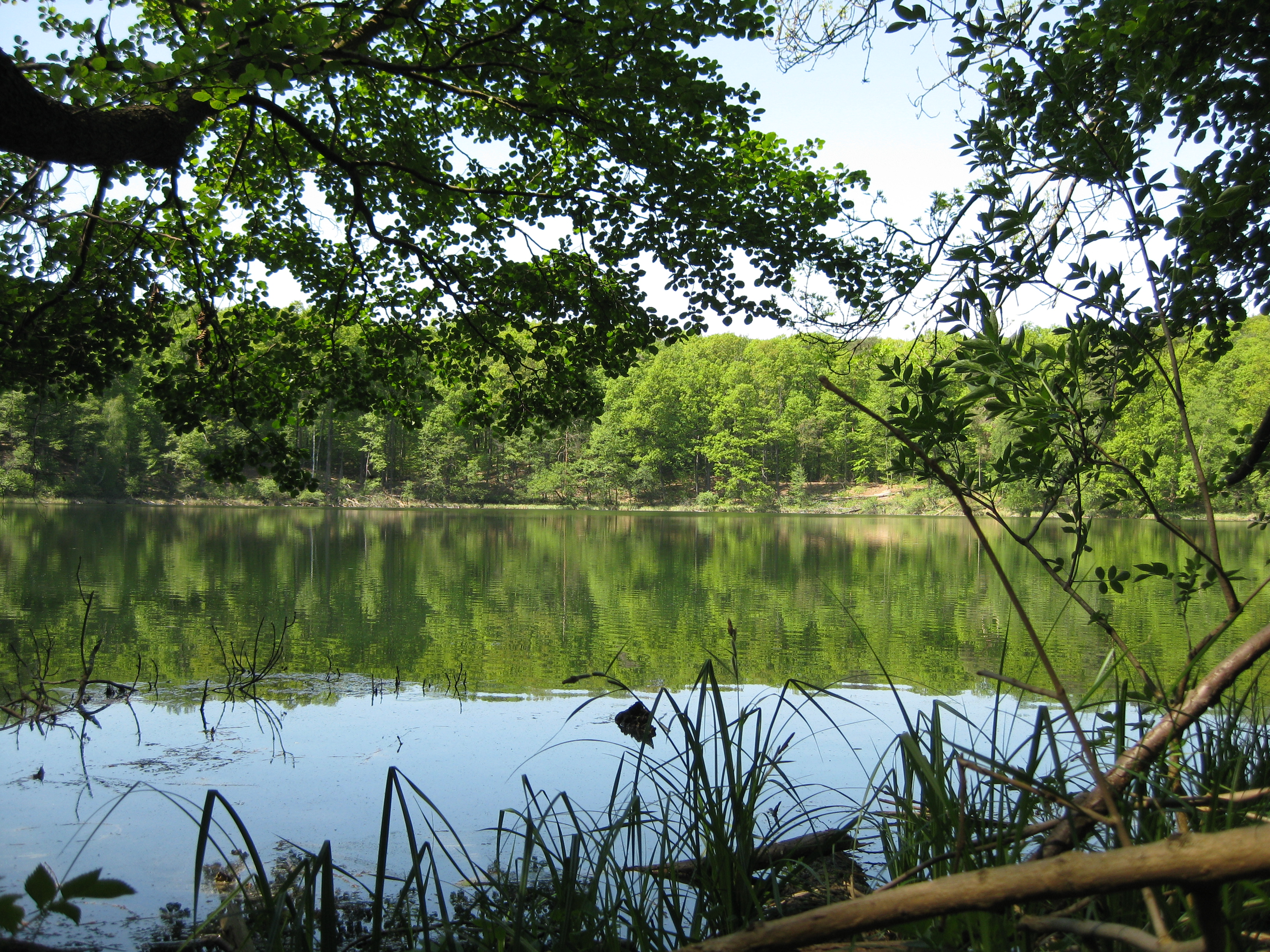
Озеро Коціолек